# 建隆之治
建隆之治是宋太祖統治期間（960年－976年）的治世，因為太祖使用多個年號，故以首個年號為「建隆」（960年—963年）形容其治世，故史稱「建隆之治」，是北宋最強盛的時期，北宋軍隊強大、經濟富足。

## 背景
陳橋兵變後宋太祖奪得政權，他重視與百姓的關係，深知得民心者得天下。960年即位後，他實行了休養生息的政策，百姓經濟富足，北宋國庫穩定。但是，在這同一期間，宋太祖連年征戰，大興土木，使剛剛發展的經濟緩慢增長。不過，北宋的兵馬經過嚴格的訓練，很快統一了中原。963年，百姓生活富足、兵馬強壯、國庫充裕、社會治安良好，達到了自唐朝開元盛世以後的強盛階段。
宋太祖以法治國，澄清吏治，減輕徭役，興修水利，勸獎農桑，移風易俗等英明決策，把宋朝推入空前繁榮的局面，迅速結束了二百多年的戰爭創傷，史稱建隆之治，為之後北宋的治世打下基礎。

## 評價
清初王夫之说自夏商周三代以后历史上可称治世的有三：文景之治、贞观之治、建隆之治咸平之治仁宗盛治（即宋太祖至宋神宗年間）。「三代以下称治者三，文景之治，再传而止；贞观之治，及子而乱；宋自建隆，息五季之凶危，登民于衽席，迨熙宁而后，法以斁，民以不康。由此言之，宋其裕矣。」（《宋论》卷一）。